# 山岸謙太郎
山岸 謙太郎（やまぎし けんたろう）は、日本の映画監督。長野県須坂市出身。

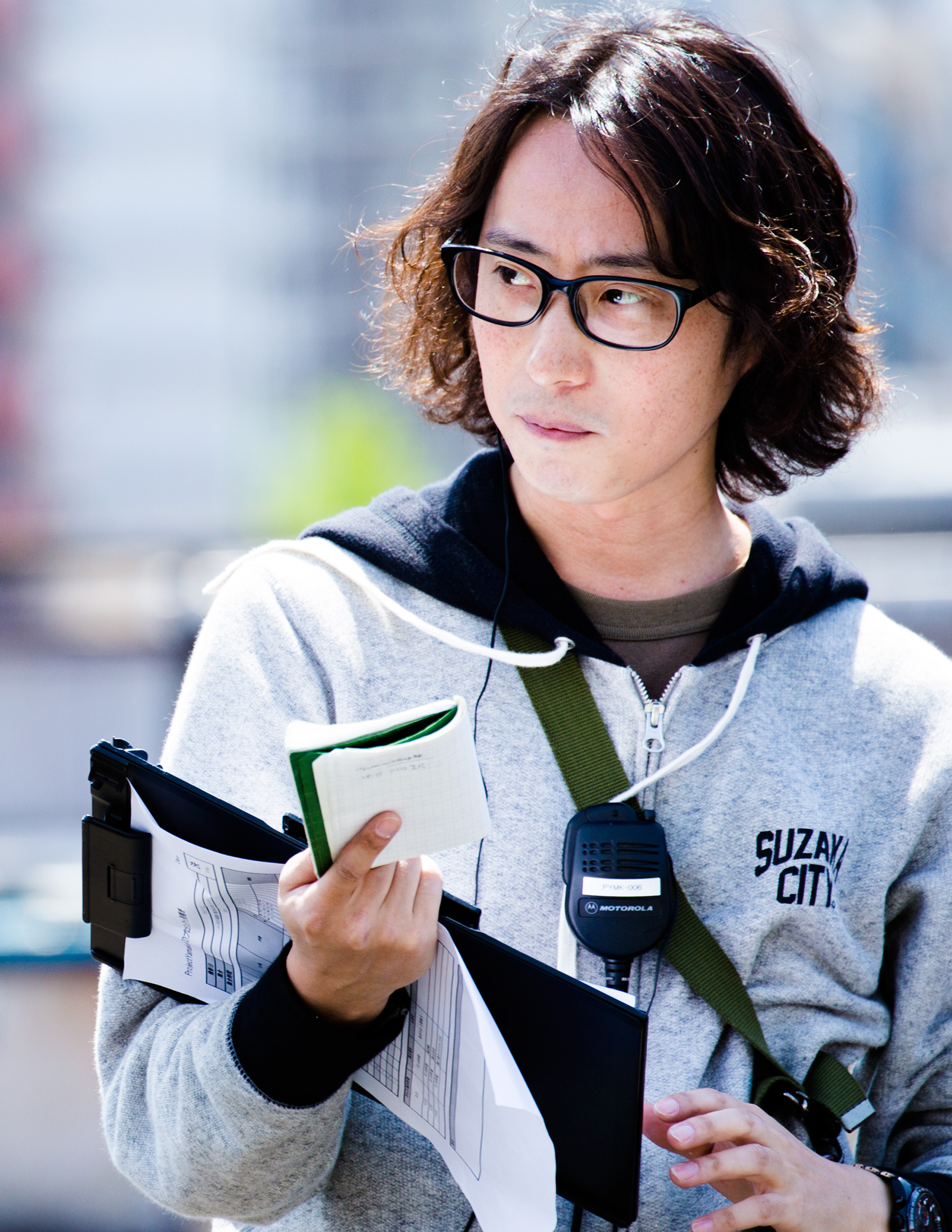
2018年7月　監督近影

## 人物
自主制作映画チーム　ProjectYamakenの代表兼監督として横浜市を拠点に活動を行いながら、近年では全国のイオンシネマズにて公開された「ぼくらは動物探検隊富士サファリパークで大冒険」など商業作品も手がける。

## 来歴
2007年公開の「キヲクドロボウ」は、自主制作映画にもかかわらず、10大映画祭の1つの上海国際映画祭パノラマ部門で入賞。同作品は他にもハンブルク日本映画祭、京都国際映画祭など数多くの映画祭で上映され、マスコミに取り上げられる。2012年、アクションムービーコンペ2012にて短編映画「東京無国籍少女」が審査員長賞を受賞。同コンペの審査員長である押井守監督（代表作：機動警察パトレイバー・攻殻機動隊）により劇場長編作品としてリメイクされ話題となった。
映画監督に限らずPlayStation 3専用ソフト「みんなのGOLF 5」のオープニングムービーやNHK製作ドキュメンタリー「Forbidden Kyoto」シリーズ、「警視庁PRビデオ」などに制作スタッフとして参加。吉本芸人が映画監督としてショートフィルムを制作する「SoftBank お笑いLIFE ショートフィルムチャンネル」では、映画監督アドバイザーとしてピースの又吉直樹など、芸人監督のサポートもしている。
2017年人気劇団・劇団6番シードとタッグを組んだ長編映画「Dプロジェクト」を製作。小劇場のお客さんとの近さを映画に取り入れ、観客と創っていく新しいスタイルの映画制作に挑んでいる。最新作は2018年3月31日「三十路女はロマンチックな夢を見るか？」（主演：武田梨奈）。

## 主な作品

### 映画監督作品
- 逃想少年（2002年）-製作総指揮・脚本
- キヲクドロボウ（2007年）
- イヤータグ（2011年）-脚本兼任
- 東京無国籍少女（2012年）
- サムライゾンビ・フラジャイル（2013年）[3]
- 終焉少女 Last Girl Standing（2013年）
- 鐘が鳴りし、少女達は銃を撃つ（2014年）
- ぼくらは動物探検隊 〜富士サファリパークで大冒険（2014年）-脚本兼任
- 三十路女はロマンチックな夢を見るか？（2017年）-脚本・合成兼任
- アリスインデッドリースクール・アジタート（2017年）[4]
- Dプロジェクト（2016年〜2018年）
- シケモクとクズと花火と（2025年公開予定）[5]

### プロデュース
- KARAKURI（2012年）

### ミュージック・ビデオ
- アリスインアリス「武将降臨OVER AGAIN」（2015年）[6]

### ゲーム
- Root Film ルートフィルム（2020年春、角川ゲームス） - 本人 役[7]